# Liste der Kulturdenkmäler in Aßlar
Die folgende Liste enthält die in der Denkmaltopographie ausgewiesenen Kulturdenkmäler auf dem Gebiet  der  Stadt Aßlar, Lahn-Dill-Kreis, Hessen.
Hinweis: Die Reihenfolge der Denkmäler in dieser Liste orientiert sich zunächst an Stadtteilen und anschließend der Anschrift, alternativ ist sie auch nach der Bezeichnung, der vom Landesamt für Denkmalpflege vergebenen Nummer oder der Bauzeit sortierbar.
Kulturdenkmäler werden fortlaufend im Denkmalverzeichnis des Landes Hessen durch das Landesamt für Denkmalpflege Hessen auf Basis des Hessischen Denkmalschutzgesetzes (HDSchG) geführt. Die Schutzwürdigkeit eines Kulturdenkmals hängt nicht von der Eintragung in das Denkmalverzeichnis des Landes Hessen oder der Veröffentlichung in der Denkmaltopographie ab.

## Kulturdenkmäler nach Ortsteilen

### Aßlar
| Bild                                                                            | Bezeichnung                    | Lage                                                                       | Beschreibung | Bauzeit              | Objekt-Nr. |
| ------------------------------------------------------------------------------- | ------------------------------ | -------------------------------------------------------------------------- | --- | -------------------- | ---------- |
| Einhaus                                                                         | Einhaus                        | Bachstraße 21 LageFlur: 7, Flurstück: 2111/1                               | Breit gelagertes, zweigeschossiges Einhaus. Die Proportionen und der leichte Geschossüberstand lassen auf ein weit gehend intaktes Gefüge aus der zweiten Hälfte des 18. Jhs. schließen. Die Fenster sind vergleichsweise schonend durch das Entfernen eines Stieles vergrößert worden. Gemeinsam mit dem stärker gestörten Nachbargebäude Nr. 23 und Erbsengasse 6 gehört der Bau zu den recht zahlreichen Einhäusern des Ortes. Kulturdenkmal aus geschichtlichen Gründen. | Ende 18. Jahrhundert | 44280 DDB  |
| Hasenmühle                                                                      | Hasenmühle                     | Bachstraße 26, 28 LageFlur: 19, Flurstück: 71/11, 72/1, 73/2               | Die 1719 errichtete Neu- oder Hasenmühle markiert die östliche Bebauungsgrenze der Bachstraße in dieser Zeit. Das giebelständige Wohnhaus mit Krüppelwalmdach und zwei traufseitigen Eingängen wurde 1815 von Johann Philipp Grün und seiner Frau Maria Christina weit gehend neu gebaut, nachdem diese bereits 1812 durch Zimmermeister Aldhof aus Aßlar die große Scheune hatten aufrichten lassen, wie eine Inschrift im reich geschnitzten Torbalken belegt. Trotz jüngerer Umbauten am Wohnhaus zeugt der repräsentativ angelegte Komplex von der ehemals reichen Mühlenlandschaft in Aßlar. Kulturdenkmal aus geschichtlichen und städtebaulichen Gründen. | 1719                 | 44281 DDB  |
| Ehemaliges Backhaus                                                             | Ehemaliges Backhaus            | Bachstraße 39 LageFlur: 7, Flurstück: 1639/3                               | Das am gleichnamigen Platz gelegene Backhaus mit massivem Untergeschoss wurde 1937 um ein Fachwerkgeschoss erhöht. Mit dem einfachen, klaren Baukörper, den traditionellen Fachwerkfiguren und der Biberschwanzdeckung bediente man sich einer heimatbezogenen Architektursprache, die u. a. vor dem ideologischen Hintergrund der 1930er Jahre zu bewerten ist. Die auf einem Stein eingemeißelte Jahreszahl 1884 ließ sich bislang nicht genauer zuordnen, die Rundbogenöffnungen stammen großenteils aus der jüngsten Umbauphase. Kulturdenkmal aus geschichtlichen Gründen. | 1884                 | 44282 DDB  |
| Hofanlage                                                                       | Hofanlage                      | Bechlinger Straße 2 LageFlur: 17, Flurstück: 183/61                        | Am Taleingang nach Bechlingen auffällig an einer Kreuzung gelegene Hofanlage, deren ältester Teil ein wohl aus dem Ende des 18. Jhs. stammendes Einhaus ist. Der sehr schmale Wohnteil wird in ungewöhnlicher Weise von der Giebelseite erschlossen und weist im Keller einen Brunnen auf. Durch die etwa seit der Mitte des 19. Jhs. entstandenen Wohn- und Wirtschaftsbauten wurde das Anwesen nach und nach zu einer in dieser Gegend eher seltenen, vierseitigen Hofanlage geschlossen, die ihre authentische Wirkung bewahrt hat. Kulturdenkmal aus geschichtlichen und städtebaulichen Gründen. | Ende 18. Jahrhundert | 44283 DDB  |
| Bild gesucht BW                                                                 | Grube Fortuna                  | Der Hegewald LageFlur: 8, Flurstück: 33/1                                  | |                      | 793604 DDB |
| Die Evangelische Pfarrkirche in Asslar liegt auf einem Felsen hoch über dem Ort | Evangelische Pfarrkirche       | Der Kirchberg o. Nr. LageFlur: 11, Flurstück: 169                          | Auf einem Felsen hoch über dem Ort erhebt sich der Saalbau der evangelischen Pfarrkirche innerhalb einer ehemals geschlossenen, kreisförmigen Kirchhofummauerung. Aus romanischer Zeit stammen der Westturm mit Schießscharten des 14. Jhs. sowie der Kern des Schiffes mit zwei vermauerten Portalen und Fischgrätmauerwerk. Unter Maurermeister Michel Roß (oder Reis) wurde 1688 der Turm um ein Geschoss mit Haubenhelm erhöht. 1770 folgte die weit gehende Erneuerung und Innenausstattung des Schiffes. Der Treppenanbau am Turm kam 1965 hinzu. Das Innere wird durch die großen barocken Fenster hell belichtet und durch die dreiseitige Empore und die Kanzelwand mit Orgel bestimmt (nach altem Vorbild rekonstruiert). Die Spiegeldecke mit Stuckaturen und Kartuschenmalerei ist 1770 datiert und gehört zu den seltenen Beispielen im ehemaligen Kreis Wetzlar. Von der Ausstattung sind erwähnenswert: Grabstein aus schwarzem Marmor für Maria Catherina Medern, geb. von den Velden, † 1695, Gattin des braunfelsischen Hofrates. Glocke, 1510 von Meister Hans aus Frankfurt. Auf dem Friedhof einige ortsgeschichtlich interessante Grabsteine aus der ersten Hälfte des 19. Jhs. Kulturdenkmal aus geschichtlichen, künstlerischen und städtebaulichen Gründen. | Ab 14. Jh.           | 44290 DDB  |
| Dillbrücke                                                                      | Dillbrücke                     | Dill (Gew. II), Mühlweg/Dillstraße LageFlur: 14, Flurstück: 262/1          | „Der Tätigkeit des Bezirksvorstehers Philipp Cloos gelang es, das diese Brücke im Jahre 1876 durch die Bauunternehmer Ch. Schmidt u. P. Weimer aufgeführt wurde“, so lautet die Inschrift eines Brüstungspfeilers. Das einen Holzsteg ersetzende Steinbauwerk überspannt ähnlich wie die Brücken bei Dillheim und Katzenfurt in drei Segmentbögen den Fluss. Trotz der Fahrbahnverbreiterung von 1968 handelt es sich um ein vergleichsweise ursprünglich erhaltenes Beispiel der Verkehrsgeschichte des Kreises, das die im Laufe der Industrialisierung immer enger werdende Beziehung zwischen Aßlar und Klein-Altenstädten spiegelt. Kulturdenkmal aus geschichtlichen und technischen Gründen. | 1876                 | 44292 DDB  |
| Katholische Kirche Christkönig                                                  | Katholische Kirche Christkönig | Friedenstraße 13 LageFlur: 11, Flurstück: 40/10                            | Vor allem für die zahlreichen Heimatvertriebenen in Aßlar wurde 1953 bis 1954 eine katholische Kirche mit Pfarrhaus durch den Architekten Hans Busch aus Frankfurt errichtet. In Untergeschossen und Nebenräumen der Kirche wurden u.a. ein Gemeindesaal, der Kindergarten, Jugendräume und eine Bibliothek untergebracht. Der großvolumige Bau nimmt mit dem westwerkartigen Eingangstrakt, dem Seitenschiff an der Nordseite und den zahlreichen Fenstergruppen Bezug auf mittelalterliche Kirchenbauten (vgl. Villmar-Langhecke). Das Innere ist demgegenüber mit einer Segmentbogentonne, Rundfenstern im Obergaden und hohen Fenster zwischen Betonpfeilern am Chor recht modern gestaltet. Zeitgenössische Wandausstattung mit Mosaiken und Malerei. Hl. Barbara aus Eisenguss von Buderus. Kulturdenkmal aus geschichtlichen, künstlerischen und städtebaulichen Gründen. | 1953 bis 1954        | 44285 DDB  |
| Gesamtanlage                                                                    | Gesamtanlage                   | Gesamtanlage Bachstraße/Erbsengasse/Oberstraße Lage                        | Die Gesamtanlage umfasst drei Straßenzüge im nördlichen Ortskern von Aßlar, die ihre alte Struktur und Substanz noch großenteils bewahrt haben, durch Neubauten an der Einmündung der Ober- in die Bachstraße jedoch voneinander getrennt sind. Die Bebauung der Bachstraße ist im unteren Bereich eng mit der der höher gelegenen und parallel verlaufenden Erbsengasse verzahnt. Es handelt sich im Wesentlichen um ehemals bäuerliche Anwesen oder deren Reste, die hier meist traufständig ausgerichtet sind. Im oberen Teil der Bachstraße findet sich auf der südöstlichen Seite eine unregelmäßige und lockere Abfolge giebelständiger Anlagen, beginnend bei Erbsengasse 11 mit Krüppelwalmdach und endend bei der Hasenmühle (Nr. 28). Dagegen ist die nordwestliche Straßenseite von einer inhomogenen, kammartigen Bebauung geprägt, die aus zurückliegenden, mehrfach erweiterten Gehöften besteht. Die rechtwinklig in die Bachstraße mündende Oberstraße war ursprünglich eine der Hauptverkehrsachsen des Ortes und wird von einer sehr dichten, den Straßenraum einengenden Bebauung bestimmt. Die Häuser der zweiten Reihe werden durch kleine Stichwege erschlossen. Die Bausubstanz dürfte im Wesentlichen aus dem 18., in Einzelfällen noch aus dem 17. Jh. stammen. Hervorzuheben sind Nr. 17 mit genasten Streben (1669) und Nr. 22, das unter dem Putz noch gutes Fachwerk verbergen könnte. Kulturdenkmal aus geschichtlichen Gründen. | 17. bis 18. Jh.      | 44279 DDB  |
| Luftschutzstollen                                                               | Luftschutzstollen              | Hauptstraße 8 LageFlur: 11, Flurstück: 171/2                               | Zentral in der Ortsmitte am Kirchberg gelegener Luftschutzraum, der um 1940 als verwinkelter Stollen in den Berg getrieben wurde. Eines der wenigen Beispiele, das die systematischen Maßnahmen des Zivilschutzes während des Zweiten Weltkrieges in noch gut ablesbarer Form belegt. Kulturdenkmal aus geschichtlichen Gründen. | 1935 bis 1945        | 44286 DDB  |
| Diehlscher Hof                                                                  | Diehlscher Hof                 | Hauptstraße 12 LageFlur: 7, Flurstück: 1586/4                              | Der Diehlsche Hof gehört ähnlich wie der Emmeliushof (Hauptstraße 27-29) zu den ältesten Anwesen Aßlars. In prägender Lage am Aufgang zur Kirche entstand das L-förmige Wohnhaus in zwei Phasen wohl seit der Zeit um 1700, wobei der schmale, giebelständige Teil mit dem vorkragenden Obergeschoss der ältere ist. Der Wohnkomplex wurde gegen Ende des 19. Jhs. um einen Kniestock erhöht und im Erdgeschoss teilweise massiv erneuert. Rückwärtige Wirtschaftsgebäude vervollständigen das Anwesen. Kulturdenkmal aus geschichtlichen und städtebaulichen Gründen. | um 1700              | 44287 DDB  |
| Emmeliushof                                                                     | Emmeliushof                    | Hauptstraße 27, 29 LageFlur: 7, Flurstück: 2100, 2101                      | Das wohl um die Mitte des 17. Jhs. entstandene, giebelständige Fachwerkwohnhaus gehört zu den ältesten Anwesen in Aßlar. Es zeichnet sich durch ein weit vorkragendes Obergeschoss und einen der seltenen Erker aus, der dem Bau eine städtische Prägung verleiht und auch in Leun zu finden ist. Vermutlich im 18. Jh.wurde das Haus um einen traufständigen Teil mit überbauter Torfahrt ergänzt und kam in den Besitz der Familie Emmelius, nach der das Anwesen benannt ist. Besitzaufteilungen und Brände im 19. Jh. zogen tiefgreifende Veränderungen nach sich, wie z.B. den Bau des giebelständigen Teiles von Nr. 29, der ursprünglich als Scheune gedient haben soll. Das Erkerhaus ist angesichts der starken Verluste an historischer Bausubstanz im Ort besonders wertvoll und geschichtlich untrennbar mit Nr. 29 verbunden. Kulturdenkmal aus geschichtlichen und städtebaulichen Gründen. | Mitte des 17. Jh.    | 44288 DDB  |
| Villa Drebes                                                                    | Villa Drebes                   | Herborner Straße, Herborner Straße 102 LageFlur: 16, Flurstück: 53/2, 55/1 | Nachdem Karl Berkenhoff und Paul Drebes 1897 die Aßlarer Hütte erworben hatten, erbaute Paul Drebes unmittelbar nach dem Ersten Weltkrieg am Hang gegenüber der Drahtzieherei eine Villa mit Bedientenwohnhaus. Die Pläne fertigte Heinrich Metzendorf aus Bensheim/Bergstraße. Angesichts der Nähe zu den Fabrikationsanlagen sorgen die erhöhte Lage und die vorgelagerten Grünflächen für eine symbolische Abgrenzung von der Arbeitswelt. Das repräsentative Hauptgebäude mit Sockelgeschoss und mächtigem Mansarddach ist durch seine Eingeschossigkeit als Landhaus charakterisiert, das in vielen Details, einschließlich des Terrassengartens mit Mauerpavillon, barocken Vorbildern folgt. Der aufwendig gerahmte Eingang führt über die großzügige Treppenhaushalle in die teilweise stuckierten Wohnräume. Oberhalb der Villa befindet sich das ehemalige Wohnhaus des Chauffeurs, dessen grottenartige Rundbogenöffnungen im Sockelgeschoss als Garage und Keller bestimmt waren. Der mit dem tief herabgezogenen Krüppelwalmdach ländlich anmutende Bau weist mit einer Säulenloggia erstaunlich repräsentative Züge auf. Der weitgehend gut erhaltene Villenkomplex ist eines der wenigen Beispiele dieser Art im Kreis und wichtiges Zeugnis der Unternehmensgeschichte der Aßlarer Hütte. Kulturdenkmal aus geschichtlichen, künstlerischen und städtebaulichen Gründen.                                                                       | 1919                 | 44289 DDB  |
| Jüdischer Friedhof                                                              | Jüdischer Friedhof             | In den Weingärten LageFlur: 11, Flurstück: 91/2                            | In auffälliger Nähe zum Kirchhof wurde im späten 19. Jh., wohl 1886, der jüdische Friedhof eröffnet. Kulturdenkmal aus geschichtlichen Gründen. | Ende 19. Jahrhundert | 44293 DDB  |
| Alte Schule in Aßlar                                                            | Ehemalige Schule               | Mittelstraße 16 LageFlur: 18, Flurstück: 45/2                              | Auf halbem Wege zwischen dem alten Ortskern und dem zweiten Siedlungsbereich Am Zollstock wurde 1896 bis 1897 die Schule durch die Bauunternehmer Christian Schmidt und Johann Demant errichtet. Der Ziegelbau mit Sandsteingliederung ist durch den Eingangsvorbau und einen Seitenrisalit mit Zwerchhaus betont, eine Massengliederung, wie sie sich ähnlich auch in Biskirchen findet und auf Pläne des damaligen Kreisbaumeisters Witte schließen lässt. Kulturdenkmal aus geschichtlichen Gründen. | 1897                 | 44291 DDB  |

### Bechlingen
| Bild           | Bezeichnung         | Lage                                                  | Beschreibung | Bauzeit       | Objekt-Nr. |
| -------------- | ------------------- | ----------------------------------------------------- | --- | ------------- | ---------- |
| Fachwerkbau    | Fachwerkbau         | Borngasse 4 LageFlur: 1, Flurstück: 60                | In früherer Zeit zwei möglicherweise im Zuge von Erbteilungen aneinander gebauten Wohnhäuser prägend in der Ortsmitte; die Scheune wurde zu Gunsten eines Wohnhauses ersetzt. Der verputzte Vorderbau auf hohem Keller lässt angesichts des vorkragenden Obergeschosses und der steilen Dachneigung ein beachtliches Fachwerkgefüge des 17. Jhs. erwarten. Der etwas jüngere rückwärtige, im 19. Jh. teilweise erneuerte Bau abgebrochen. Kulturdenkmal aus geschichtlichen und städtebaulichen Gründen.                                                                                              | 1625 bis 1675 | 44297 DDB  |
| Hofanlage      | Hofanlage           | Borngasse 6 LageFlur: 1, Flurstück: 59                | Die seltene, vierseitige Hofanlage mit der für die Gegend ebenfalls ungewöhnlichen überbauten Torfahrt geht im Kern auf einen traufständigen Streckhof zurück, der noch ins 17. Jh. datieren könnte. Die Wirtschaftsbauten an der Straße entstanden wohl seit dem späten 18. Jh. Trotz einiger Störungen der Substanz besonders als Gehöftform interessant. Kulturdenkmal aus geschichtlichen und städtebaulichen Gründen. | 1625 bis 1675 | 44298 DDB  |
| weitere Bilder | Evangelische Kirche | Hauptstraße o. Nr. LageFlur: 1, Flurstück: 54/1, 55/1 | Die kleine, in der Ortsmitte gelegene Kirche geht auf eine 1350 und 1524 erwähnte Kapelle zurück, deren heutige Erscheinung von der grundlegenden Renovierung 1713 bestimmt wird. Schlichter Saalbau mit Längsunterzug und hohen Rundbogenfenstern, Krüppelwalmdach, Fachwerkgiebel sowie Glockendachreiter. Im Inneren kleine Kanzel des 17. Jhs. und zweiseitige Empore mit Gusseisentreppe von 1868 sowie Brüstungsmalereien, 1956 von Karl Otto Weiner, z.T. nach historischen Vorbildern. Östlich der Kirche eine mächtige Linde. Kulturdenkmal aus geschichtlichen und städtebaulichen Gründen. | 1713          | 44299 DDB  |

### Berghausen
| Bild                     | Bezeichnung              | Lage                                                               | Beschreibung | Bauzeit              | Objekt-Nr. |
| ------------------------ | ------------------------ | ------------------------------------------------------------------ | --- | -------------------- | ---------- |
| Friedhof, Kriegerdenkmal | Friedhof, Kriegerdenkmal | Auf dem Dillerberg LageFlur: 3, Flurstück: 2                       | Das nach 1945 erweiterte Denkmal für die Gefallenen des Ersten Weltkrieges wurde 1921 von der Gemeinde Berghausen errichtet. Der einfache, geböschte Pfeiler wird durch die heroische Inschrift, ein Lorbeergehänge und das bekrönende Eiserne Kreuz aufgewertet. Kulturdenkmal aus geschichtlichen Gründen. | 1921                 | 44302 DDB  |
| Pumpensäule              | Pumpensäule              | Backhausweg 3 LageFlur: 1, Flurstück: 26                           | Die Pumpensäule mit Becken gehört wie das Beispiel vor Hauptstraße 35 zu den Zeugnissen der privaten Wasserversorgung seit der zweiten Hälfte des 19. Jhs., die in diesem Ort noch in mehreren Fällen erhalten ist. Kulturdenkmal aus geschichtlichen Gründen. | Ende 19. Jahrhundert | 44301 DDB  |
| Pumpensäule              | Pumpensäule              | Hauptstraße 22 LageFlur: 3, Flurstück: 87                          | Die gusseiserne Schwengelpumpe im Hof des Anwesens dokumentiert mit anderen Beispielen im Ort die private Wasserversorgung. Kulturdenkmal aus geschichtlichen Gründen. |                      | 44303 DDB  |
| weitere Bilder           | Evangelische Kirche      | Hauptstraße 26 LageFlur: 3, Flurstück: 96/6                        | Die evangelische Kirche geht auf eine 1253 erwähnte Kapelle zurück. Sie liegt prägend in der Ortsmitte, umgeben von der teilweise erneuerten Kirchhofmauer. Nachdem das gotische Kirchenschiff 1965 bis 1966 durch einen zentralen Neubau ersetzt wurde, hat sich nur noch der gotische Chorturm als historisch bedeutender Rest erhalten. Das annähernd kubische, gotische Erdgeschoss ist im Inneren kreuzgratgewölbt und wird von einem hohen, zweigeschossigen Helm aus der Zeit um 1700 bekrönt. Wetterfahne 1729 von Schmied Johann Luther. Kulturdenkmal aus geschichtlichen und städtebaulichen Gründen. | Ab 13. Jahrhundert   | 44304 DDB  |
| Scheune                  | Scheune                  | Hauptstraße 34 LageFlur: 1, Flurstück: 19/1                        | Die zu einem weitgehend veränderten Wohnhaus gehörige Scheune wurde laut Inschrift 1809 von Zimmermeister Kulmann für Wilhelm Schneider errichtet. Sie zeichnet sich durch ein reiches symmetrisches Zierfachwerk aus, das noch streng am historischen Formenrepertoire orientiert ist. Bis auf einen Garageneinbau weitgehend authentisch erhaltenes, repräsentatives Wirtschaftsgebäude. Kulturdenkmal aus geschichtlichen Gründen. | 1809                 | 44306 DDB  |
| Villa                    | Villa                    | Hauptstraße 53 LageFlur: 15, Flurstück: 3                          | Jakob Weimer, Besitzer der Holzindustrie Weimer in der Bahnhofstraße von Ehringshausen, ließ 1919 bis 1920 eine Villa errichten, die nach seinem Tod 1922 in den Besitz der Firma Berkenhoff & Drebes, Aßlar, kam. Die völlig isolierte Lage am hohen Ufer der Dill wird durch die unmittelbare Nähe der ehemaligen Eisenbahnhaltestelle aufgewogen. Die in den bewaldeten Hang eingebettete und auf Fernwirkung berechnete Architektur zeigt einen traufständigen Hauptbau, der durch einen Turm mit einem bergseitigen Flügel verbunden ist. Über dem hohen, massiven Sockelgeschoss scheinen die Wohnetagen mit einer umlaufenden, überdachten Holzterrasse zu schweben. Der Wechsel von Putz, Schiefer und Holzschindeln sorgt für eine lebendige Materialvielfalt. Entsprechend der Entstehung kurz nach dem Ersten Weltkrieg ist der Bau noch ganz dem Villenideal der Zeit um 1910 verhaftet. Kulturdenkmal aus geschichtlichen, künstlerischen und städtebaulichen Gründen. | 1919–1920            | 44308 DDB  |
| Pumpensäule              | Pumpensäule              | Hauptstraße (bei Nr. 35) LageFlur: 3, Flurstück: 114/3             | Die antikisierende Pumpensäule hat zwar ihr ursprüngliches Becken verloren, gehört aber mit den vergleichbaren Exemplaren im Ort zu den zahlreichen Beispielen für die private Wasserversorgung. Kulturdenkmal aus geschichtlichen Gründen. |                      | 44307 DDB  |
| Brunnenhaus              | Brunnenhaus              | Hauptstraße (K 385) (bei der Kirche) LageFlur: 3, Flurstück: 128/8 | Unmittelbar vor der Kirche liegt inmitten der Hauptstraße das polygonale hölzerne Brunnenhaus von 1810. In die offene Laube ist eine mächtige gusseiserne Schwengelpumpe aus der zweiten Hälfte des 19. Jhs. eingestellt, wohl als Ersatz für einen älteren Ziehbrunnen. Seltenes Beispiel eines architektonisch gefassten Brunnens, der die öffentliche Wasserversorgung neben den zahlreichen privaten Pumpen im Ort dokumentiert. Kulturdenkmal aus geschichtlichen und städtebaulichen Gründen. | 1810                 | 44309 DDB  |
| Sedan-Denkmal            | Sedan-Denkmal            | Hauptstraße (K 385) (bei Nr. 31) LageFlur: 3, Flurstück: 128/8     | In ähnlicher Situation wie das Brunnenhaus auf der Südseite der Kirche, liegt auf deren Nordseite inmitten der Hauptstraße ein obeliskenförmiger Gedenkstein, „Gewidmet unsern Veteranen am 40ten Jahrestage der Schlacht von Sedan vom Kriegerverein Berghausen“. Das demnach 1910 errichtete Denkmal dokumentiert den örtlichen, zeittypischen Patriotismus. Kulturdenkmal aus geschichtlichen Gründen. | 1910                 | 44305 DDB  |
| Ehemalige Schule         | Ehemalige Schule         | Schulstraße 7 LageFlur: 1, Flurstück: 99/1                         | Die 1952 erbaute Schule wurde seit 1967 als Bürgermeisteramt genutzt und 1976/77 zum Dorfgemeinschaftshaus umgebaut. Mit der Eingeschossigkeit sowie dem steilen Satteldach mit kleinen Gauben und einem winzigen Uhrenturm folgt die Architektur einer traditionsgebundenen Richtung der fünfziger Jahre. Die an Ratslauben erinnernde und als Wetterschutz dienende Eingangsloggia ist mit einem Putzfeld von Oskar Schönfeld aus Hochelheim geschmückt. Es thematisiert die vier Jahreszeiten und in einem Spruchband die zeittypische, bewusste Hinwendung zu einem Neuanfang nach dem Krieg. Über dem Eingang eine Eule mit Buch und Jahreszahl als Hinweis auf die Funktion des Baus. Kulturdenkmal aus geschichtlichen und künstlerischen Gründen. | 1952                 | 44310 DDB  |

### Bermoll
| Bild                            | Bezeichnung                     | Lage                                                                       | Beschreibung | Bauzeit       | Objekt-Nr. |
| ------------------------------- | ------------------------------- | -------------------------------------------------------------------------- | --- | ------------- | ---------- |
| Wohnhaus                        | Wohnhaus                        | Bellersdorfer Straße 5 LageFlur: 9, Flurstück: 83                          | Einfaches giebelständiges Wohnhaus mit massiv erneuertem Erdgeschoss und einem Fachwerkgefüge des 18. Jhs. im Obergeschoss; die letzte Achse später angefügt. Recht großvolumiger Bau von ortsbildprägender Wirkung an der Einmündung der Goldbergstraße. Kulturdenkmal aus geschichtlichen und städtebaulichen Gründen. | 1725 bis 1775 | 44313 DDB  |
| weitere Bilder                  | Evangelische Kirche             | Hohensolmser Straße, Goldbergstraße LageFlur: 9, Flurstück: 163/1, 29/3    | Die Ev. Kirche liegt auf relativ beengtem Terrain zentral im Ort. Sie wurde 1846 bis 1847 nach Plänen von Baumeister Wagenführ anstelle eines Vorgängerbaus errichtet, dessen Reste vermutlich im Untergeschoss des Turmes erhalten sind. Der heute steinsichtige Saalbau ist durch große Rundbogenfenster symmetrisch gegliedert und weist einen zwischen Treppenhäusern eingestellten Westturm mit Spitzhelm auf. Davor steht eine 1913 gepflanzte Kaiser-Wilhelm-Linde. Bestimmend für den flach gedeckten, hell durchlichteten Innenraum sind die dreiseitige Empore auf kannelierten dorischen Säulen sowie die Kanzel an der westlichen Schmalseite. Schlichter, streng organisierter Bau von klassizistischer Prägung. Kulturdenkmal aus geschichtlichen, künstlerischen und städtebaulichen Gründen.                                                                                               | 1847          | 44316 DDB  |
| Fachwerkwohnhaus                | Fachwerkwohnhaus                | Hohensolmser Straße 5 LageFlur: 9, Flurstück: 244/142                      | Das zweigeschossige Fachwerkwohnhaus eines bäuerlichen Anwesens wurde laut Inschrift 1818 von Johannes Herr für Peter Welsch und seine Frau Anna Katharina erbaut. An dem annähernd mittig erschlossenen Bau fällt vor allem die Fachwerkkonstruktion ohne aussteifende Riegel auf. Diese nur in wenigen Beispielen überlieferte Bauweise wurde seit dem ausgehenden 18. Jh. von staatlichen Stellen propagiert, um teures Bauholz einzusparen. Kulturdenkmal aus geschichtlichen Gründen. | 1818          | 44314 DDB  |
| Gesamtanlage Ehemaliger Viehhof | Gesamtanlage Ehemaliger Viehhof | Hohensolmser Straße 16, 18, 20 LageFlur: 9, Flurstück: 52, 53, 179, 191/38 | Am Ortsausgang nach Großaltenstädten gelegener Komplex aus drei Gehöften, die nach der örtlichen Überlieferung großenteils zu einem Rast- und Ausspannplatz, dem sog. Viehhof, gehörten. Auffällig für eine Gegend mit vorwiegend locker gestreuten Anwesen ist die fast geschlossene Anordnung um einen großen Hof. Nr. 20 und Nr. 16 prägen mit ihren unterschiedlich ausgerichteten Giebelseiten den Zugang an der Hohensolmser Straße, während Nr. 18 den traufständigen Abschluss des Hofraumes bildet. Die zugehörige Scheune wurde 1799 von Johann Georg Pfeiffer für Johann und Anna Elisabeth Rücker errichtet. Die übrigen Wohn- und Wirtschaftsgebäude stammen aus dem 18. und 19. Jh. Zu den jüngsten Teilen dürfte die Scheune von Nr. 16 gehören. Aufgrund der Anlage und ehemaligen Funktion über die Ortsgeschichte hinaus bedeutender Bereich. Kulturdenkmal aus geschichtlichen Gründen. |               | 645471 DDB |
| Bild gesucht BW                 |                                 | Hohensolmser Straße 16 LageFlur: 9, Flurstück: 53                          | Teil der Gesamtanlage |               | 879319     |
| Bild gesucht BW                 |                                 | Hohensolmer Straße 18 LageFlur: 9, Flurstück: 52                           | Teil der Gesamtanlage |               | 879320     |
| Hofanlage                       | Hofanlage                       | Hohensolmser Straße 20 LageFlur: 9, Flurstück: 191/38                      | Das markant am Ortsausgang nach Großaltenstädten gelegene Anwesen umschließt gemeinsam mit Nr. 16 und 18 einen geräumigen Hof und gehörte nach der örtlichen Überlieferung zu einem Rast- und Ausspannplatz, dem so genannten Viehhof. Unter Putz bzw. Schiefer dürfte besonders das Wohnhaus noch ein beachtenswertes Fachwerk des 18. Jhs. aufweisen. Zahlreiche, teilweise jüngere Details wie Fenster und Haustür geben dem Komplex ein ursprüngliches Gepräge. Kulturdenkmal aus geschichtlichen und städtebaulichen Gründen. | 1725 bis 1775 | 44315 DDB  |

### Klein-Altenstädten
| Bild                          | Bezeichnung                        | Lage                                            | Beschreibung | Bauzeit | Objekt-Nr. |
| ----------------------------- | ---------------------------------- | ----------------------------------------------- | ------------ | ------- | ---------- |
| Ehem. Back- und Feuerwehrhaus | Ehemaliges Back- und Feuerwehrhaus | Wilhelmstraße o. Nr. LageFlur: 3, Flurstück: 84 |              | 1863    | 44295 DDB  |

### Oberlemp
| Bild                        | Bezeichnung                 | Lage                                                                     | Beschreibung | Bauzeit       | Objekt-Nr. |
| --------------------------- | --------------------------- | ------------------------------------------------------------------------ | --- | ------------- | ---------- |
| Fachwerkwohnhaus            | Fachwerkwohnhaus            | Oberlemp, Hofecke 4 LageFlur: 13, Flurstück: 12/2                        | Bäuerliches Fachwerkwohnhaus aus der Zeit um 1700 an einer der zahlreichen Stichstraßen des Ortes. Das Erdgeschoss über dem Keller verputzt, aber noch aus Fachwerk, im Obergeschoss zweizonige Gliederung durch Mann-Figuren, Reste von Taustabverzierungen an den Füllhölzern. Schlichter, wegen seines relativ ursprünglichen Erhaltungszustandes bemerkenswerter Bau. Kulturdenkmal aus geschichtlichen Gründen. | Um 1700       | 44318 DDB  |
| Streckhof mit kleinem Stall | Streckhof mit kleinem Stall | Oberlemp, In den Höfen 1 LageFlur: 13, Flurstück: 53                     | Der für diesen Stichstraßenbereich typische, traufständig zurückliegende Streckhof mit kleinem Stall ist wohl im 18. Jh. entstanden, wie die Mann-Figuren des Wohnhauses und die Verzierung über dem Scheunentor nahelegen. Beide wurden im 19. Jh. um einen Kniestock erhöht. Seit dieser Zeit ist die Hofanlage weitgehend unverändert mit zahlreichen originalen Details erhalten, die auch bei dem jüngsten Umbau berücksichtigt wurden. Besonders zu erwähnen ist die zweiteilige Haustür mit älterer Pilasterrahmung. Kulturdenkmal aus geschichtlichen und städtebaulichen Gründen. | 1725 bis 1775 | 44319 DDB  |
| Streckhof                   | Streckhof                   | Oberlemp, Lempstraße 26 LageFlur: 12, Flurstück: 11                      | Der Streckhof liegt an einer der Hauptkreuzungen des Ortes und datiert aufgrund seiner reduzierten Strebenformen und der Geschossprofile in die Zeit um 1800. Die religiös geprägte Inschrift auf dem Rähm gibt keinen Aufschluss über das genaue Baudatum, das vielleicht auf der unleserlichen Scheuneninschrift verzeichnet ist. Ungewöhnliche Erschließung der Anlage über den rückwärtigen Hof. Weitgehend gut erhaltener, ortsbildprägender Bau. Kulturdenkmal aus geschichtlichen und städtebaulichen Gründen. | 1795 bis 1805 | 44321 DDB  |
| weitere Bilder              | Evangelische Kirche         | Oberlemp, Lindenstraße 6, Raingasse LageFlur: 12, Flurstück: 134/7, 16/1 | Unter Zimmermeister Bender entstand 1855 in der Ortsmitte anstelle eines Vorgängerbaus die kleine, verputzte Fachwerkkirche, deren Erscheinungsbild im Wesentlichen durch die großen Rundbogenfenster und den hohen, spitzen Dachreiter bestimmt wird. Der Eingang noch mit der alten Tür und Inschrift. Bis auf die dreiseitige Empore wurde 1967 die Innenausstattung entfernt und die Flachdecke auf zwei Unterzügen abgehängt. Dennoch aufgrund der Konstruktionsweise und der ortsbildprägenden Wirkung unverzichtbarer Bau. Neben der Kirche an der Straßenkreuzung wurde ähnlich wie in Bermoll 1913 eine Kaiser-Wilhelm-Linde gepflanzt. Kulturdenkmal aus geschichtlichen und städtebaulichen Gründen. | 1855          | 44322 DDB  |

## Ehemalige Kulturdenkmäler
| Bild            | Bezeichnung | Lage                                                | Beschreibung | Bauzeit       | Objekt-Nr. |
| --------------- | ----------- | --------------------------------------------------- | --- | ------------- | ---------- |
| Bild gesucht BW | Einhaus     | Aßlar, Erbsengasse 4 LageFlur: 7, Flurstück: 1595/9 | Das zweigeschossige, teilweise unterkellerte Einhaus lässt anhand der Fensterformate und des Geschossüberstandes an der Giebelseite auf ein weitgehend intaktes Gefüge aus der Zeit um 1800 schließen. Auffällig für diesen Bautyp ist die giebelseitige Erschließung des einzonigen Wohnteiles (vgl. Bechlinger Straße 2). Im Giebelfeld einige der selten gewordenen Bleisprossenfenster. Das Haus wurde zwischenzeitlich abgerissen. | 1795 bis 1805 | DDB        |